# Chamalycaeus miyazakii
Chamalycaeus miyazakii é uma espécie de gastrópode  da família Alycaeidae.
É endémica de Japão.